# Église Saint-Joseph-de-la-Pointe-Lévy
Pour les articles homonymes, voir Église Saint-Joseph.
L'église Saint-Joseph-de-la-Pointe-Lévy, dite aussi église Saint-Joseph-de-Lauzon, est une église de rite catholique située à Lévis. Elle a été construite entre 1830 et 1832 par Thomas Baillairgé.

## Liste des premiers curés bâtisseurs et les années de leur fonction
Les curés de la paroisse Saint-Joseph-de-la-Pointe-Lévy (ou Saint-Joseph-de-Lévis ou Lauzon) de 1690 à 1940:
- Philippe Boucher (1690-1721)
- André Joseph De Montenon de la Rue (1721-1739)
- Louis-Joseph Mercereau (1739-1754)
- Charles d'Youville Dufrost (1754-1774), fils de Sainte Marguerite d'Youville et sauveur des registres paroissiaux en 1759.
- Auguste-David Hubert (1774-1775)
- Jean-Jacques Berthiaume (1775-1794)
- Michel Masse (1794-1831), responsable de la reconstruction de l'église Saint-Joseph incendiée en 1830.
- Philippe Anger (1831-1838)
- George-Antoine Belcour (1838-1839)
- Charles-Édouard Poiré (1839-1843)
- Joseph-David Déziel (1843-1853), fondateur de la Ville de Lévis en 1861.

Les curés du village de Lauzon de 1867 à 1909:
- Joseph-Honoré Routhier (1853-1873), fondateur du couvent Jésus-Marie en 1855.
- Édouard-Séverin Fafard (1873-1909), fondateur de la chapelle du Sacré-Cœur du couvent Jésus-Marie en 1876 et fondateur du Collège de Lauzon en 1885.
- Hypolite Bernier (1909-1940), aumônier du camp militaire de Lauzon.

Les curés de la ville (ou cité) de Lauzon de 1910 à 1989:
- Hypolite Bernier (1909-1940), aumônier du camp militaire de Lauzon.
- Joseph V. Boucher (1940-1962), responsable de l'agrandissement de l'église Saint-Joseph en 1950.